# 頭前寮
頭前寮，原寫為頭前藔，是臺灣彰化縣和美鎮的一個地名，位於該鎮中部偏西北。相較於今日行政區，其範圍大致包括頭前里、還社里不含東北部凸出部分及東部中段。

## 歷史
台灣清治末期至日治初期，頭前寮地區為一街庄，稱為「頭前藔庄」，隸屬於線西堡。該庄北與塗厝厝庄為鄰，東與柑仔井庄為鄰，南邊為和美線庄，西邊為月眉庄。
1901年（日治明治三十四年）11月，該庄隸屬於彰化廳。1909年（明治四十二年）10月，改隸屬於臺中廳。1920年（大正九年），該庄改制並雅化為「頭前寮」大字，隸屬於臺中州彰化郡和美庄。1943年，和美庄升格為和美街。
戰後和美街改制為和美鎮，隸屬於彰化縣，大字亦改制為里。

## 交通
縣道139號（彰新路四段）是新港至鹿谷初鄉的道路，大致以西北－東南走向經過頭前寮地區東北部，往西北可前往新港，往東南可前往彰化、南投、集集、鹿谷等地。
縣道139甲線（和厝路一段）是和美塗厝至彰化的道路，大致縱向經過本地區西部邊界地帶，往北轉東北可前往塗厝接上縣道139號本線，往南轉西南可前往草港，再轉東南可前往頂番婆、彰化。